# Carmem Jacomini
Carmen Monteiro dos Santos Jacomini (São Paulo, 19 de Maio de 1940 — Aix-en-Provence, abril de 1977), também conhecida como Coelhinha, foi estudante de artes cênicas e militante da ALN (Ação Libertadora Nacional), VPR (Vanguarda Popular Revolucionária) e MR8 (Movimento Revolucionário 8 de Outubro).
Morta em um acidente de carro em abril de 1977, na comuna francesa Aix-en-Provence. Não constam informações sobre a sua morte no Relatório da Comissão Nacional da Verdade pois não é possível caracterizá-la como responsabilidade do Estado.

## Biografia
No dia 19 de Maio de 1940 nasceu Carmem Monteiro dos Santos Jacomini, na cidade de Campinas, sendo filha de Abner Monteiro dos Santos e Luzia Reis Monteiro dos Santos. Carmen casou-se muito jovem, teve uma filha aos 18 anos, mas aos 21 Carmen partiu para a cidade de São Paulo.
Vivendo em São Paulo, Carmen tornou-se estudante de artes cênicas e conheceu Luiz Almeida Araújo na Escola de Teatro Leopoldo Froés no ano de 1966. Foi logo na montagem de uma das peças que começaram a se envolver. Luiz era estudante de ciências sociais da Faculdade de Filosofia, Ciências e Letras São Bento da PUC-SP, além disso era militante do PCB (Partido Comunista Brasileiro) e já havia se envolvido em outras diversas ocorrências antes de entrar para o teatro, conciliando os dois oficios.
Neste período o casal se filiou a ALN e continuou militando até 1968 quando o casal foi para Cuba participar de um treinamento de guerrilha urbana e rural.
Em 1968 Carmem se separou de Luiz e se filiou a outra organização clandestina: a VPR, onde começou a se envolver com Roberto Menkes entre meados de 1968 e 1969, chegando a se declarar casada em seus documentos. O casal em diversas acusações recebeu o codinome de "coelhinho e coelhinha". Mas nota-se que era recorrente a mudança do apelido.
Em meados de 1969 a Vanguarda Popular Revolucionária adquiriu o Sitio Palmital, localizado na BR 116, São Paulo-Curitiba. Lá foram feitos duas bases de alojamento onde o casal fez parte como alunos da Base Eremias Delizoikov.
Após a morte de Carlos Lamarca, um dos encabeçadores da VPR o grupo sentiu a pressão dos militares brasileiros e pouco a pouco foram se exilando em outros países. Carmem, junto a Roberto, foi para o Chile em 1971 onde permaneceu até o início da ditadura chilena em 1973. Vale dizer que há registros no CIEX (Centro de Informações do Exterior) de que estava junto a outros militantes na pensão Michangelo, localizada em na cidade de Santigo

## Ocorrências
Carmem esteve presente em diferentes assaltos e crimes quando era integrante dos grupos de guerrilha contra a ditadura militar. São mais de 40 menções no compilado de documentos feito pelo Projeto Brasil Nunca Mais. Em alguns momentos seu nome é citado como colaboradora, em outros seguem algumas de suas sentenças, além dos relatórios de ocorrência. Alguns momentos emblemáticas em que ela participou:
1. No dia 11 de Junho de 1969 Carmem participou do assalto ao Banco do Bradesco localizado na rua Turiassu, no bairro de Perdizes, localizado na cidade de São Paulo. Junto a mais 11 pessoas do grupo MR8, foram roubados cerca de sete milhões de cruzeiros. A ação terminou com a morte do soldado da Força Pública do Estado de São Paulo, Aparecido dos Santos de Oliveira. Ele havia sido baleado e ainda no chão recebeu mais quatro tiros. Carmen foi indiciada, mas fugiu após o ocorrido.

1. No dia 29 de Maio de 1971, Carmem junto a mais 13 pessoas do grupo VPR assaltaram uma filial da Distribuidora de Cosméticos DISCO S.A em Copacabana. Foram roubados cerca de 42.400 cruzados. Para realizar a ação usaram disfarces, como perucas e bigodes. Entretanto foram pegos pela polícia dentro do carro de fuga. Devido as circunstâncias foi averiguado que não eram apenas bandidos e sim subversivos. Os rostos dos mesmos foram identificados pelos trabalhadores presentes na hora da ação. Carmem conseguiu fugir, mas foi denunciada como infratora do artigo 27 do decreto de lei nº898 pelo Procurador Humberto Augusto da Silva Ramos.[8]

## Circunstâncias da morte
Carmem se manteve exilada no Chile até o golpe militar que ocorreu no país em 1973. Seu destino depois do ocorrido foi a França, país onde faleceu no final de Abril de 1977 em consequência de um acidente com seu automóvel na comuna francesa Aix-en-Provence. Não se tem mais informações sobre o ocorrido.
Devido sua morte ter sido no exterior, não há provas de que seu falecimento foi em culpa do Estado, mas sim que ele aconteceu em decorrência do banimento dela no país. Sendo assim, o nome de Carmem aparece na listagem das pessoas que morreram durante a ditadura militar brasileira, mais uma das vitimas do regime ditatorial.